# Condensazione di Pechmann
La condensazione di Pechmann è un metodo per sintetizzare composti appartenenti alle cumarine, partendo da un fenolo (o polifenolo) e un acido carbossilico o un estere possedente un gruppo β-carbonile.
Questa sintesi prende il nome dal chimico tedesco che la scoprì nel 1883, Hans von Pechmann.

## Meccanismo di reazione
La condensazione è acido-catalizzata e il meccanismo comprende una transesterificazione seguita da una sostituzione elettrofila aromatica intramolecolare.
Infine vi è la perdita di una molecola di acqua e la formazione di un composto aromatico coniugato ad un gruppo carbonile α-β insaturo, noto come enone.
Se il reagente è un fenolo semplice la resa è discreta sebbene le condizioni di reazione siano molto rigide.
Se invece si utilizzano fenoli attivati come resorcinolo, floroglucinolo o catecoli la reazione può avvenire in condizioni più blande, e questo è un metodo alquanto efficace per sintetizzare derivati dell’umbelliferone.

Per la sintesi dell’umbelliferone stesso vengono invece usati acido formilacetico o i suoi esteri.
Questi composti sono però instabili e non sono reperibili commercialmente, motivo per il quale vengono prodotti in situ tramite acidificazione dell’acido malico a temperature superiori di 100 °C.
Appena formatosi l’acido formilacetico, questo reagisce con il fenolo in condizioni acide portando alla formazione, con basse rese, di umbelliferone.

## Catalisi
Per quanto riguarda il catalizzatore, tradizionalmente vengono usati acidi di Lewis (come il tricloruro di alluminio) o acidi forti di Brønsted (acido solforico o acidi solfonici).
Negli ultimi venti anni alcune ricerche hanno portato alla scoperta di altri catalizzatori omogenei ed eterogenei come i liquidi ionici, i cloruri metallici, iodio, resine acide o acidi forti adsorbiti su matrici silicee.
Questi ultimi catalizzatori vengono perlopiù usati in condizioni cosiddette “solvent-free”, in quanto il catalizzatore è solido ed eventualmente fungere anche da solvente.